# Antillothrix
Antillothrix bernensis — вимерлий примат, який був ендемічним на острові Гаїті, що в сучасній Домініканській Республіці. Вважається, що вид вимер приблизно в 16 столітті. Точний час і причина вимирання невідомі, але, ймовірно, це пов'язано з поселенням Гаїті європейцями після 1492 року.

## Відкриття черепа
У липні 2009 року Волтер Пікель знайшов череп Antillothrix bernensis під час занурення в підводні печери. Череп був знайдений у печері Ла Джерінга національного парку Котубанама. Череп, довгі кістки та ребра були знайдені Волтером Пікелем і Куртом Боуеном у жовтні 2009 року під наглядом Домініканської Республіки та Альфреда Л. Розенбергера з Бруклінського коледжу. Відкриття підтримало MacPhee та ін. гіпотеза монофілетичного походження антильських мавп. Відкриття черепа в 2009 році свідчить про те, що ці примати вели денний спосіб життя через їх відносно менші очні орбіти.